# محمد عبد الرحيم
محمد عبد الرحيم من مواليد مدينة دمشق 1964 أحد أبرز الصحفيين السوريين من رواد التغيير الاعلامي السوري في فترة التسعينات والألفية الجديدة وأحد أبرز الأسماء الصحفية التي أحدثت نقلة نوعية في العمل الصحفي التلفزيوني العربي والسوري خصوصاً، ميدانياً وتحريرياً وإدارياً وتدريبياً.

## عن حياته
تخرج محمد عبد الرحيم من كلية الاعلام في جامعة دمشق من ضمن ما سمي لاحقاً بالدفعة الحديدية تلك التي شملت عدداً كبيراً من الصحفيين الذي ستلمع أسماؤهم لاحقاً في عالم الاعلام والصحافة والفكر، منهم ( عدنان علي، إبراهيم حميدي، نورالدين الأعثر، تيسير خلف، فؤاد حميرة، غسان عبود، عدنان عبد الرزاق، جانبلات شكاي، زياد حيدر، شعبان عبود وغيرهم الكثير ).
انتقل بعد تخرجه للعمل في تلفزيون أبوظبي ومنه إلى قناة الجزيرة..التي عمل فيها مدة عشر سنوات كمنتج أخبار ومحرر ومن ثم من ضمن الوفد الصحفي من قناة الجزيرة الذي غطى حرب سقوط النظام العراقي في 2003، وكان متواجداً هناك في بغداد والبصرة وعدد من المناطق العراقية الأخرى ابان الغزو الأميركي للعراق والفوضى التي أعقبته برفقة فريق قناة الجزيرة وكان أشهرهم :ماهر عبد الله والصحفي محمد عبد الله في البصرة وطارق أيوب وغيرهم الكثير.
```
في سوريا بعد ذلك عمل منذ بداية نشاطه الإعلامي على رفع الخط الأحمر الرقابي في العمل الصحافي السوري التلفزيوني عبر العمل على إدارة عدد من المحطات التلفزيونية الخاصة التي أحدثت نقلة نوعية في الاعلام السوري الذي يذكره السوريون بشكل كبير ومنها عمله الصحفي التحريري على إطلاق قناة تلفزيون شام المملوك للقطاع الخاص والتي كانت أول محطة تلفزيونية سورية خاصة تنطلق من الأراضي السورية بعد فترة انقطاع الاعلام الخاص لأكثر من 45 عاماً، بعد أن قامت الدولة السورية التي يحكمها الحزب الواحد بتأميم كل وسائل الاعلام الخاصة من صحف ومجلات واذاعات ومنعت بشكل كامل إطلاق أية وسيلة اعلام سورية خاصة نهائياً.
```

جاءت فكرة تلفزيون شام المملوك لرجل الأعمال والمنتج السوري الشهير أكرم الجندي، من خلال عدة وساطات قام بها أكرم الجندي بعيد الانفتاح السياسي البسيط الذي أجراه الرئيس السوري آنذاك بشار الأسد وادعاءه بمنح الحريات ضمن تنفيذه وعود خطاب القسم الشهير، وبناء عليه منحت وزارة الاعلام رخصة مبدئية للجندي لإقامة قناة تلفزوينية خاصة أطلق عليها اسم قناة شام الفضائية وتم تسجيل الاسم تجارياً في سوريا والوطن العربي والعالم لحماية حقوقو الملكية الفكرية، وبعد عدة اجتماعات اختار الجندي الصحفي السوري الفلسطيني الأصل محمد عبد الرحيم ليكون قائد الفريق التحريري والاعلامي لهذه القناة...تم اختيار مقر القناة ليكون في ضواحي مدينة دمشق في ضاحية عرفت باسم (صحنايا) وقد تم اشراك عدد كبير من الصحافيين السوريين الكبار في إدارة المحتوى الاعلامي للقناة من مثل : الصحفي الكبير أكرم خزام
والصحفي جوني عبو والصحفي عدنان عبد الرزاق والصحفي جانبلات شكاي إضافة إلى أسماء كثيرة أخرى منهامن لمحترفين ومنها من الشبان الجدد...وذلك في 2006.
بعد انقلاب الدولة السورية على التجربة الرائدة في تلفزيون شام وإغلاقها بعد يوم واحد من البث، تفرق جمع الصحفيين السوريين المحبطين في أنحاء متفرقة من الصحف والمجلات السورية وفي عدد من الدول العربية.
بعد ذلك بسنتين، راقت الفكرة لرجل الأعمال السوري المغترب في الخارج غسان عبود الذي أراد أن يطلق قناة تلفزيونية سورية جديدة بمضمون مختلف تماماً عن مضمون الاعلام السوري المتخشب والمتحجر، وبالفعل كان محمد عبد الرحيم هو من ترأس إدارة التحرير الصحفي والاعلامي للقناة منذ البداية وذلك بالشراكة مع غسان عبود نفسه، حيث أن الرجلان كانا في دفعة إعلامية واحدة في كلية الاعلام في دمشق وهما زملاء دراسة وعيش مشترك لسنين طويلة.
اختار عبود وعبد الرحيم اسم تلفزيون أورينت واختارا مقراً مبدئياً في مدينة دمشق في حي المزة، وبدأت عملية تجميع واختيار الكوادر الصحفية الشابة التي ستقوم بالنهوض بالمشروع..وتم إطلاق القناة من مدينة دبي في 9\2\2009..ولكن كانت جميع البرامج والتقارير تصور في مدينة دمشق والمدن السورية، وتم تفادي طلب الترخيص من وزارة الاعلام السورية كي لا تقع قناة أورينت في نفس مأزق تلزيون شام الذي تم اغلاقه.
بدأ بث القناة بمضمونها السوري المميز الذي استطاع لم شمل جميع السوريين وبلغت نسب المشاهدة وقتها نسباً عالية جداً فاقت جميع التصورات..
في الشهر ديسمبر تم اغلاق مكاتب القناة في مدينة دمشق بعد مداهمة المخابرات الجوية للمكاتب حيث تم اعتقال مدير المكتب وقتها وطلب التحقيق مع جميع الموظفن والصحفيين الموجودين والمتعاملين مع المكتب وبالتالي أغلق غسان عبود المكتب نهائياً.
بعد الضغوطات الكبيرة التي تعرض لها من رجل الأعمال السوري وابن خال بشار الأسد رامي مخلوف الذي أراد أن يشتري القناة من غسان عبود بشروط مجحفة حسب تصريح عبود نفسه، ولكن الموضوع انتهى بالرفض واقفال المكاتب وحظر التعامل مع تلفزيون أورينت تماماً في سوريا.
حينها قرر محمد عبد الرحيم البقاء في دبي والاستمرار في رئاسة تحرير التلفزيون حتى استقال في عام 2011..
عمل على تدريب قطاعات واسعة من الطلاب والصحفيين والمتدربين في عدد كبير من الدول العربية وتركيا وأوروبا، ثم انقطع عن التدريب والتدريس 
بسبب انشغاله بتأسيس عدد من الأقنية الفضائية العربية في دول الربيع العربي التي كانت بلا إعلام وانحتاحت بعد صدور قوانين إعلامية جديدة إلى من يساعدها في بناء واقع إعلامي جديدو متطور وحديث يواكب العصر، فعمد عبد الرحيم إلى تأسيس عدد كبير من القنوات الفضائية العربية منها في العراق ومنها في فلسطين ومنها في ليبيا..ولكنه بعد هذه الجولة عاد وتعاقد مع تلفزيون أورينت الذي ساهم بتأسيسه مع غسان عبود المالك والمدير العام..وكان ذلك في 2013. حيث عملا سوية حتى بدايات 2017..حيث غادر محمد عبد الرحيم القناة متوجهاً بعد أشهر من ذلك إلى الولايات المتحدة الأميركية للعمل في قناة الحرة الأميريكة..ولا يزال حتى الآن مقيماً في العاصمة واشنطن.
تعتبر تجربة محمد عبد الرحيم الصحفية والاعلامية اختصاراً للعمل الاعلامي العربي في القطاع الخاص منذ بداية الانفتاح وحتى اليوم، يعتبر عبد الرحيم صاحب منهج جريئ وجديد في العمل الصحفي رغم الاعتراضات التي توجه له بما يخص عدم التزام شروط السلامة الصحفية والعمل بدبلوماسية مع الأطراف السياسية التي تشرف على العمل الاعلامي العربي، إلا أن تجربته تعتبر مدرسة في كسر كل قواعد الاعلام العربية المتخشبة والمتصلبة، صنفته مؤسسة بي ان بي، كأحد اصحاب المنهج الاعلامي الأميركي في تأسيس الاعلام العربي، حيث كان يعمل على زج الشباب في العمل الصحفي بشكل كبير ويغامر بإطلاق وجوه جديدة في مهام مؤثرة وحيوية، ويعمل على التركيز على التغطية الميدانية لمناطق الاضطراب الخبرية، والخروج من الاستديو بشكل كامل وإنزال الكاميرا على الشارع لمتابعة الناس عن قرب...